# إنفلونزا هونغ كونغ

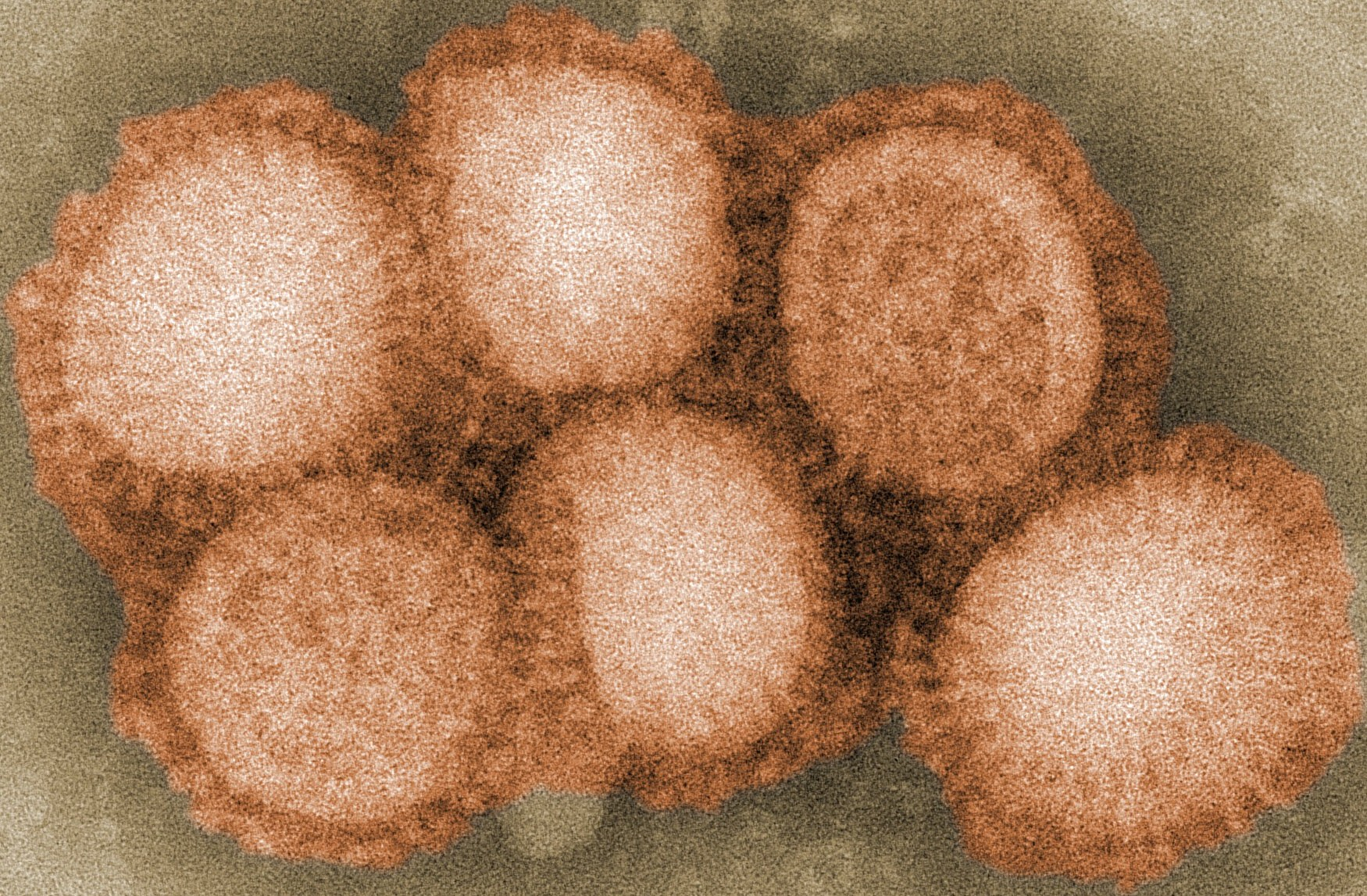

كانت إنفلونزا هونغ كونغ، والتي تُعرف أيضًا باسم جائحة إنفلونزا عام 1968، وباءً للإنفلونزا أدى تفشيه في عامي 1968 و1969 إلى مقتل ما بين مليون وأربعة ملايين شخص حول العالم. تعد من بين الأوبئة الأكثر فتكًا في التاريخ، ونتجت عن سلالة إتش3 إن2 من فيروس الأنفلونزا أيه. ينحدر الفيروس من إتش2 إن2 (الذي تسبب في جائحة الأنفلونزا الآسيوية في عامي 1957-1958) عبر الزيحان المستضدي، وهي عملية جينية تختلط فيها الجينات من عدة أنواع فرعية لتشكيل فيروس جديد.

## لمحة تاريخية

### المنشأ والتفشي في هونغ كونغ والصين
ظهرت أول حالة مسجلة لتفشي المرض في 13 يوليو 1968 في هونغ كونغ البريطانية. هناك احتمال غير مؤكد أن تفشي المرض قد بدأ في الواقع في البر الرئيسي للصين قبل أن ينتشر إلى هونغ كونغ.
وصل تفشي المرض في هونغ كونغ، حيث كانت الكثافة السكانية أكبر من 6,000 شخص لكل كيلومتر مربع (20,000 لكل ميل مربع)، إلى أقصى حد له خلال أسبوعين. استمر تفشي المرض قرابة ستة أسابيع، ما أدى إلى إصابة نحو 15% من السكان (حوالي 500,000 شخص مصاب)، لكن معدل الوفيات كان منخفضًا وكانت الأعراض السريرية خفيفة.
حدثت موجتان من الإنفلونزا في البر الرئيسي للصين، واحدة بين يوليو وسبتمبر عام 1968، والأخرى بين يونيو وديسمبر عام 1970. كانت البيانات المسجلة محدودة للغاية بسبب الثورة الثقافية، ولكن أظهر التحليل بأثر رجعي لنشاط الإنفلونزا بين 1968-1992 أن الإصابة بالإنفلونزا كانت الأخطر في عام 1968، أي أن معظم المناطق في الصين كانت متأثرة آنذاك.

### التفشي في مناطق أخرى
بحلول نهاية يوليو 1968، أُبلغ عن تفشي المرض على نطاق واسع في فيتنام وسنغافورة. على الرغم من خطورة الإنفلونزا الآسيوية عام 1957 في الصين، لم يُحرز إلا القليل من التقدم فيما يتعلق بالتعامل مع مثل هذه الأوبئة. كانت صحيفة التايمز المصدر الأول الذي أبلغ عن الوباء الجديد المحتمل.
بحلول سبتمبر 1968، وصلت الأنفلونزا إلى الهند والفلبين وشمال أستراليا وأوروبا. في نفس الشهر، دخل الفيروس إلى كاليفورنيا وحملته القوات العائدة من حرب فيتنام، لكنه لم ينتشر في الولايات المتحدة حتى ديسمبر 1968. وصل إلى اليابان وإفريقيا وأمريكا الجنوبية بحلول عام 1969. خلال تفشي الوباء، كانت إنفلونزا هونغ كونغ تُعرف أيضًا باسم «إنفلونزا ماو» أو «إنفلونزا ماو تسي تونغ».
بلغت الوفيات العالمية بسبب الفيروس ذروتها في ديسمبر 1968 ويناير 1969، حين صدرت تحذيرات الصحة العامة ووصف الفيروس على نطاق واسع في المجلات العلمية والطبية. في برلين، أدى العدد المفرط للوفيات إلى تخزين الجثث في أنفاق المترو، وفي ألمانيا الغربية، كان على جامعي القمامة دفن الموتى بسبب نقص متعهدي الدفن. في المجموع، سجلت ألمانيا الشرقية والغربية 60,000 حالة وفاة تقديريًا. في بعض مناطق فرنسا، كان نصف القوة العاملة طريح الفراش، وعانى التصنيع من اضطرابات كبيرة بسبب التغيب عن العمل. تعطلت أيضًا خدمات البريد والسكك الحديدية في المملكة المتحدة.

### اللقاح والنتائج
بعد أربعة أشهر من انتشار جائحة إنفلونزا هونغ كونغ، ابتكر عالم الأحياء الدقيقة الأمريكي موريس هيلمان وفريقه لقاحًا وصُنع منه أكثر من 9 ملايين جرعة. لعب نفس الفريق أيضًا دورًا رئيسيًا في تطوير لقاح خلال جائحة الأنفلونزا الآسيوية 1957-58.
عاد فيروس إتش3 إن2 خلال موسم الإنفلونزا التالي بين عامي 1969 و1970، ما أدى إلى موجة ثانية أكثر فتكًا من الوفيات في أوروبا واليابان وأستراليا. ما يزال الفيروس موجودًا اليوم بصفته سلالة من الأنفلونزا الموسمية.